# Clovis Thorel
Pour les articles homonymes, voir Thorel.
Clovis Thorel, né le 28 avril 1833 à Vers-Hébécourt, dans la Somme et mort le 11 septembre 1911 à Bagnoles-de-l'Orne, est un botaniste, explorateur et médecin français.

## Biographie

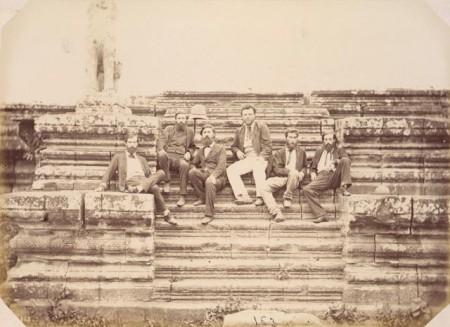
Commission d'exploration du Mékong ; de droite à gauche : lieutenant Francis Garnier, lieutenant Louis Delaporte, Clovis Thorel, capitaine Ernest Doudart de Lagrée, Lucien Joubert, Louis de Carné - photographie d'Émile Gsell.

Né en 1833 à Vers-Hébécourt, dans la Somme, Thorel fréquente l'école de médecine dès l'âge de 17 ans, contre l'avis de ses parents, modestes ouvriers du textile qui le destinaient au commerce. Il finance ses études en étant préparateur en chimie. Devenu externe puis interne des hôpitaux à Amiens, il s'engage en 1861, au décès de sa mère, comme chirurgien auxiliaire de 3e classe dans la Marine impériale. Il est aussitôt affecté en Cochinchine, où il travaille à l'hôpital de Saïgon et consacre ses loisirs à la botanique. De 1866 à 1868, il participe à la Mission d'exploration du Mékong sous la direction du capitaine de frégate Ernest Doudart de Lagrée. Elle a pour but d'effectuer des études géographiques et naturalistes et de trouver un accès vers la Chine qui ne passe pas par les ports habituels. L'expédition à bord de la canonnière 27 remonte le Mékong, visite les temples d'Angkor, traverse l'actuel Laos, puis quitte le fleuve pour parcourir le Tonkin et parvenir au Yunnan, dans les hautes montagnes.
Le capitaine Doudart de Lagrée meurt et les hommes exténués et malades atteignent le fleuve Bleu, puis Shanghai, où ils arrivent en juin 1868. Ils ont parcouru 8 800 km en deux ans.
En 1868, il est nommé chevalier de la Légion d'honneur par Napoléon III. À son retour en métropole en 1870, il soutient à Paris sa thèse de doctorat en médecine intitulée Notes médicales du voyage d'exploration du Mékong. Il y répertorie les maladies observées dans ces pays et y décrit les plantes exotiques et leurs propriétés thérapeutiques. Il rédige la partie ethnographique du compte rendu de l’expédition, ainsi que le chapitre consacré à l’agriculture et à la botanique.
Il quitte la Marine en 1871, lorsque la Troisième République est instituée, pour ouvrir un cabinet médical dans le quartier de Passy. Par manque de moyens financiers, il renonce à son projet de publication d'une flore d'Indochine. En 1906, il fait don de son herbier de neuf volumes manuscrits décrivant 4 203 espèces au Muséum d'histoire naturelle de Paris.
Les vingt dernières années de sa vie, il se consacre à l'étude des propriétés thermales de la grande source de Bagnoles-de-l'Orne, où il meurt en 1911. Il est inhumé au cimetière du Père-Lachaise (6e division).

## Distinctions
- Chevalier de la Légion d'honneur (10 aout 1868)[6]

### Source
- Portraits de médecins